# Геккель, Иоганн Якоб
Иоганн Якоб Геккель (нем. Johann Jakob Heckel; 23 января 1790, Мангейм — 1 марта 1857, Вена) — австрийский зоолог и ихтиолог.
Член Венской Императорской академии наук (1848).

## Биография
Получив образование по сельскому хозяйству, Геккель посвятил себя естественным наукам с упором на ботанику и орнитологию. Он считался замечательным иллюстратором и таксидермистом. Позже Геккель специализировался на ихтиологии. Он тесно сотрудничал с великими ихтиологами своего времени, такими как Жорж Кювье, Ашиль Валансьен и Шарль Люсьен Бонапарт.
Известность получила работа Геккеля над коллекцией цихлид своего коллеги Иоганна Наттерера, которую тот собрал во время поездок по Бразилии. Вид цихловых — Acarichthys heckelii — был назван в честь Геккеля.
Геккель умер в возрасте 67 лет от бактериальной инфекции, полученной, вероятно, при работе над скелетом кита.

## Труды
- Heckel/Kner: Die Süßwasserfische der österreichischen Monarchie, 1858